# Алферьев, Семён Романович
Семён Романович Алферьев — воевода, сын известного опричника и печатника Романа Васильевича Алферьева (ум. 1589).

## Биография
Впервые Семён Романович Алферьев упоминается в разрядах под 1580 годом, когда участвовал в чине свадьбы царя Ивана Грозного с Марией Фёдоровной Нагой. В 1590 году был «приставом» у персидских послов.
В 1592 году Семён Романович Алферьев участвовал в русско-шведской войне (1590—1595), когда принял участие в походе на шведские владения под командованием воеводы князя Андрея Дмитриевича Хилкова, затем участвовал в осаде Выборга под руководством воеводы князя Фёдора Ивановича Хворостинина.
В июне 1597 года С. Р. Алферьев был отправлен воеводой в «Монастырёвской город» (Ново-Монастырёвский острог под Черниговом) вместо голов Г. Шаховского и Ф. Глебова. Тогда же местничал с черниговскими воеводами князем М. Турениным и А. Измайловым. Продолжал там служить и в 1598 году.
В 1599 году Семён Романович Алферьев вместе с окольничим Богданом Яковлевичем Бельским строил на южной границе город Царёв-Борисов. После падения и опалы Б. Я. Бельского он был оставлен во вновь построенной крепости воеводой.
В феврале 1607 года С. Р. Алферьев находился в царском войске под командованием боярина князя Ивана Михайловича Воротынского, которое наступало из Алексина на Тулу, где оборонялся повстанческий гарнизон под руководством Ивана Болотникова. Согласно Новому летописцу, воевода осажденных в Туле князь Андрей Андреевич Телятевский-Хрипун предпринял стремительную вылазку из крепости и разогнал царских воевод так, что «князь Воротынский…(был) разбит и с остатками войск едва ушёл в Алексин». Семен Алферьев вместе с Истомой Пашковым бежали вслед за ним.